# Ludmyła Kuczma
Ludmyła Mykołajiwna Kuczma z domu Talalajewa (ukr. Людмила Миколаївна Кучма; ur. 19 czerwca 1940 na Uralu) – ukraińska działaczka społeczna i charytatywna, pierwsza dama Ukrainy (1994–2005).

## Życiorys
Z wykształcenia jest technikiem-mechanikiem. Przez trzy dekady życia pracowała jako inżynier w zakładzie „Piwdenne” w Dniepropietrowsku.
Zamężna z byłym premierem i prezydentem Kuczmą, w latach 1994–2005 była pierwszą damą Ukrainy. Od 1996 zajmuje się działalnością charytatywną, w tymże roku została honorowym prezesem powołanej przez prezydenta Narodowej Fundacji Społecznej Ochrony Matek i Dzieci „Ukraina Dzieciom” (ukr. Національний Фонд соціального захисту матерів і дітей „Україна-дітям”). W 2000 objęła funkcję przewodniczącej Rady Opiekuńczej Ogólnoukraińskiej Fundacji Dobroczynnej „Nadzieja i Dobro” (ukr. Всеукраїнській благодійній Фонд „Надії та Добра”).
Jako działaczka charytatywna brała udział w licznych konferencjach międzynarodowych poświęconych problemom ubóstwa oraz kobiet i dzieci. Z inicjatywy Jolanty Kwaśniewskiej została w 1999 zaproszona do udziału w konferencji ONZ poświęconej 10 rocznicy Konwencji Praw Dziecka. W 2003 uczestniczyła w konferencji pierwszych dam Europy Środkowej i Wschodniej w Zagrzebiu poświęconej problemom nowotworowym kobiet. 12 maja 2004 przyznano jej honorowy tytuł specjalnego wysłannika UNESCO ds. popierania młodych talentów.
Uhonorowana Orderem św. Anny I stopnia przyznawanych przez Ukraińską Cerkiew Prawosławną, a także Międzynarodowymi Orderami: św. Stanisława I stopnia i św. Mikołaja Cudotwórcy. Otrzymała również Order Świętego Stanisława nadawany prywatnie przez Juliusza Nowina-Sokolnickiego. 
Ma córkę (Ołenę Franczuk) oraz dwoje wnucząt.